# Antígua e Barbuda nos Jogos Olímpicos de Verão de 1984
A Antígua e Barbuda competiu nos Jogos Olímpicos de Verão de 1984 em Los Angeles, Estados Unidos.  O país retornou às Olimpíadas após participar do boicote aos Jogos Olímpicos de Verão de 1980.

## Resultados por Evento

### Atletismo
400 m masculino
- Alfred Browne
  - Eliminatórias — 47.29 (→ não avançou)

Salto em distância masculino
- Lester Benjamin
  - Classificatória — 7.57m (→ não avançou, 15º lugar)

100 m feminino
- Ruperta Charles
  - Primeira Eliminatória — 12.04s (→ não avançou)

1.500 m feminino
- Laverne Bryan
  - Eliminatórias — 4:32.44 (→ não avançou)